# Malakand (distrikt)

Karta över Nordvästra Gränsprovinsen med distriktet Malakand markerat

Malakand (pashto: مالاکند) är ett distrikt i den pakistanska provinsen Nordvästra Gränsprovinsen. Administrativ huvudort är Batkhela.

## Administrativ indelning
Distriktet är indelat i två Tehsil.
- Sam Ranizai Tehsil
- Swat Ranizai Tehsil